# ألفونس دس دي بوشامب
ألفونس دس دي بوشامب (بالفرنسية: Alphonse de Beauchamp) هو كاتب سير وكاتب ومؤرخ وأديب فرنسي، ولد في 1769 في موناكو، وتوفي في 1 يونيو 1832 في باريس في فرنسا.

## وصلات خارجية
- ألفونس دس دي بوشامب على موقع الموسوعة البريطانية (الإنجليزية)